# Streptocaulon juventas
Streptocaulon juventas är en oleanderväxtart som först beskrevs av Loureiro, och fick sitt nu gällande namn av Elmer Drew Merrill. Streptocaulon juventas ingår i släktet Streptocaulon och familjen oleanderväxter. Inga underarter finns listade i Catalogue of Life.